# Invandringskritiska partier
Invandringskritiska partier (engelska: anti-immigrant parties) är en benämning på politiska partier där invandringsfrågan är utmärkande och är, eller uppfattas som, partiets viktigaste fråga.
Det pågår en vetenskaplig debatt om hur partifamiljen "invandringskritiska partier" ska definieras och det råder därför ingen entydig konsensus bland forskare hur gruppen ska benämnas. Förekommande beskrivningar av invandringskritiska partier inom vetenskap och forskning är att dessa karaktäriseras av radikal högerpopulism eller högerpopulism, högerradikalism eller radikal höger, högerextremism, anti-immigrationism, nationalkonservatism och främlingsfientlighet. Anledningen till den, enligt statsvetaren Nils Bolin, svepande benämningen "invandringskritiska partier" är att det är framförallt deras inställningar till flyktingar och invandrare som är gemensam. En forskare som använt denna benämning är statsvetaren Joost van Spanje i syftet att inte behöva lägga fokus på graden av högerextremism hos partierna. Peter Olausson beskrev 2016 invandringskritik som en av "dagens stora konspirationsteorier".
Exempel på partier som räknas in i benämningen invandringskritiska partier i Europaparlamentet är Vlaams Belang (Belgien), Dansk Folkeparti (Danmark), Sannfinländarna (Finland), Lag och rättvisa (Polen), Gyllene gryning (Grekland), Alternativ för Tyskland (AfD) och Sverigedemokraterna (Sverige).